# Burgrest Asselfingen
Burgrest Asselfingen bezeichnet eine abgegangene Burg bei der Gemeinde Asselfingen im Alb-Donau-Kreis in Baden-Württemberg.
Die 1430 erwähnte Burg lag beim 1591 von Ulm erbauten „Jägerhaus“, einem ehemaligen Forsthaus. Von der nicht mehr genau lokalisierbaren Burganlage ist nichts mehr erhalten.